# Mistrovství světa v ledním hokeji 2012 (Divize II)
Mistrovství světa v ledním hokeji 2012 (Divize II) se hrálo v Reykjavíku na Islandu (od 12. do 18. dubna 2012) a v Sofii v Bulharsku (od 2. do 8. dubna 2012). Hrálo se podle nového herního systému. Skupiny A a B nebyly rovnocenné a nově se mezi nimi postupovalo a sestupovalo.

## Skupina A

### Účastníci
| Tým         | Kvalifikace                                 |
| ----------- | ------------------------------------------- |
| Španělsko   | 6. místo v Divizi I - Skupina A a sestup    |
| Estonsko    | 6. místo v Divizi I - Skupina B a sestup    |
| Chorvatsko  | 2. místo v Divizi II - Skupina B            |
| Nový Zéland | 2. místo v Divizi II - Skupina A            |
| Srbsko      | 3. místo v Divizi II - Skupina A            |
| Island      | Pořadatel, 3. místo v Divizi II - Skupina B |

### Tabulka
|  | Jeden tým postupující do skupiny B divize I |
|  | Jeden tým sestupující do skupiny B          |

| Tým         | Z | V | VP | PP | P | GV | GI | +/- | B  |
| ----------- | - | - | -- | -- | - | -- | -- | --- | -- |
| Estonsko    | 5 | 5 | 0  | 0  | 0 | 39 | 11 | +28 | 15 |
| Španělsko   | 5 | 4 | 0  | 0  | 1 | 21 | 9  | +12 | 12 |
| Chorvatsko  | 5 | 3 | 0  | 0  | 2 | 27 | 13 | +14 | 9  |
| Island      | 5 | 2 | 0  | 0  | 3 | 12 | 19 | –7  | 6  |
| Srbsko      | 5 | 1 | 0  | 0  | 4 | 27 | 20 | +7  | 3  |
| Nový Zéland | 5 | 0 | 0  | 0  | 5 | 5  | 59 | –54 | 0  |

### Zápasy
| Datum     | Tým         | Výsledek                    | Tým         |
| --------- | ----------- | --------------------------- | ----------- |
| 12.4.2012 | Chorvatsko  | 2:3 (0:0, 1:1, 1:2) Report  | Španělsko   |
| 12.4.2012 | Estonsko    | 5:2 (1:2, 3:0, 1:0) Report  | Srbsko      |
| 12.4.2012 | Island      | 4:0 (1:0, 1:0, 2:0) Report  | Nový Zéland |
| 13.4.2012 | Estonsko    | 3:2 (2:0, 0:1, 1:1) Report  | Chorvatsko  |
| 13.4.2012 | Španělsko   | 7:0 (1:0, 4:0, 2:0) Report  | Nový Zéland |
| 13.4.2012 | Srbsko      | 3:5 (2:2, 0:3, 1:0) Report  | Island      |
| 15.4.2012 | Španělsko   | 4:2 (1:2, 1:0, 2:0) Report  | Srbsko      |
| 15.4.2012 | Chorvatsko  | 12:3 (3:0, 4:1, 5:2) Report | Nový Zéland |
| 15.4.2012 | Estonsko    | 7:2 (2:1, 3:0, 2:1) Report  | Island      |
| 17.4.2012 | Nový Zéland | 2:19 (0:8, 2:6, 0:5) Report | Estonsko    |
| 17.4.2012 | Srbsko      | 3:6 (1:2, 0:2, 2:2) Report  | Chorvatsko  |
| 17.4.2012 | Island      | 0:4 (0:2, 0:1, 0:1) Report  | Španělsko   |
| 18.4.2012 | Nový Zéland | 0:17 (0:7, 0:6, 0:4) Report | Srbsko      |
| 18.4.2012 | Španělsko   | 3:5 (1:2, 2:2, 0:1) Report  | Estonsko    |
| 18.4.2012 | Chorvatsko  | 5:1 (1:0, 1:0, 3:1) Report  | Island      |

## Skupina B

### Účastníci
| Tým       | Kvalifikace                                 |
| --------- | ------------------------------------------- |
| Belgie    | 4. místo v Divizi II - Skupina A            |
| Čína      | 4. místo v Divizi II - Skupina B            |
| Mexiko    | 5. místo v Divizi II - Skupina A            |
| Bulharsko | Pořadatel, 5. místo v Divizi II - Skupina B |
| Izrael    | 1. místo v Divizi III a postup              |
| JAR       | 2. místo v Divizi III a postup              |

### Tabulka
|  | Jeden tým postupující do skupiny A  |
|  | Jeden tým sestupující do divize III |

| Tým       | Z | V | VP | PP | P | GV | GI | +/- | B  |
| --------- | - | - | -- | -- | - | -- | -- | --- | -- |
| Belgie    | 5 | 5 | 0  | 0  | 0 | 49 | 11 | +38 | 15 |
| Čína      | 5 | 3 | 0  | 0  | 2 | 28 | 21 | +7  | 9  |
| Bulharsko | 5 | 2 | 1  | 0  | 2 | 21 | 28 | −7  | 8  |
| Mexiko    | 5 | 2 | 0  | 1  | 2 | 17 | 24 | −7  | 7  |
| Izrael    | 5 | 1 | 1  | 1  | 2 | 19 | 22 | −3  | 6  |
| JAR       | 5 | 0 | 0  | 0  | 5 | 4  | 32 | −28 | 0  |

### Zápasy
| Datum    | Tým       | Výsledek                            | Tým       |
| -------- | --------- | ----------------------------------- | --------- |
| 2.4.2012 | Mexiko    | 2:9 (0:5, 1:1, 1:3) Report          | Belgie    |
| 2.4.2012 | Čína      | 9:5 (3:2, 2:1, 4:2) Report          | Izrael    |
| 2.4.2012 | JAR       | 1:4 (0:1, 1:1, 0:2) Report          | Bulharsko |
| 3.4.2012 | Čína      | 5:1 (3:0, 1:1, 1:0) Report          | Mexiko    |
| 3.4.2012 | Izrael    | 6:2 (3:0, 2:0, 1:2) Report          | JAR       |
| 3.4.2012 | Belgie    | 14:3 (2:0, 6:0, 6:3) Report         | Bulharsko |
| 5.4.2012 | Belgie    | 4:1 (1:1, 2:0, 1:0) Report          | Izrael    |
| 5.4.2012 | Čína      | 6:1 (2:0, 4:0, 0:1) Report          | JAR       |
| 5.4.2012 | Mexiko    | 8:5 (5:0, 1:4, 2:1) Report          | Bulharsko |
| 6.4.2012 | JAR       | 0:14 (0:2, 0:6, 0:6) Report         | Belgie    |
| 6.4.2012 | Izrael    | 5:4 P (1:2, 2:1, 1:1 - 1:0) Report  | Mexiko    |
| 6.4.2012 | Bulharsko | 6:3 (0:1, 3:2, 3:0) Report          | Čína      |
| 8.4.2012 | Mexiko    | 2:0 (0:0, 2:0, 0:0) Report          | JAR       |
| 8.4.2012 | Bulharsko | 3:2 SN (1:1, 1:0, 0:1 - 0:0) Report | Izrael    |
| 8.4.2012 | Belgie    | 8:5 (5:2, 2:0, 1:3) Report          | Čína      |